# Куди йдеш, солдате?
«Куди йдеш, солдате?» — радянський художній фільм 1985 року, знятий режисером Юрієм Єрзінкяном на кіностудії «Вірменфільм».

## Сюжет
Коли почалася війна, всі шість чоловіків роду Оганянів розпочали службу в одному взводі. Потрапивши на захід Росії, охопленої пожежею перших суворих військових днів війни, селяни були змушені одночасно вивчати російську мову й опановувати солдатське ремесло. Загін Оганянів пройшов через перші бомбардування, відступи та атаки. Але що далі на Захід йшли брати, то менше їх залишалося. До Берліна дійшли лише двоє — Єгіш та Деренік. І тепер, коли найстрашніше було вже позаду, Єгіш Оганян повертався у свою далеку Вірменію та віз удочерену ним семирічну Машу Павлову, дочку загиблої однополчанки.

## У ролях
- Азат Гаспарян — Єгіш
- Катерина Григор'єва — Марійка
- Рубен Мкртчян — Деренік
- Гуж Манукян — Агван
- Ашот Адамян — Унан
- Араїк Манукян — Шаварш
- Ашот Геворкян — Сероб
- Тетяна Бовкалова — Ніна
- Олександр Аржиловський — Прохоров
- Олександр Беспалий — Чурсін
- Галина Макарова — літня пасажирка
- Павло Кормунін — Петро Іванович
- Світлана Турова — жінка в поїзді
- Жирайр Карапетян — батько
- Карен Джанібекян — епізод
- Віктор Тарасов — генерал
- Йосип Джачвліані — епізод
- Юрій Ступаков — штабіст
- Георгій Волков — пасажир
- Зоя Бєлохвостик — вихователька дитбудинку
- Сергій Іванов — капітан
- Геннадій Гарбук — майор
- Олександра Зиміна — жінка на станції
- Юрій Казючиць — Волков
- Олександр Рахленко — рядовий
- Петро Юрченков — епізод
- Валентин Бєлохвостик — майор
- Валерій Смецький — Іванов
- Анатолій Гур'єв — Громов
- Іван Мацкевич — демобілізований у теплушці
- Євгенія Кравченко — торгівля на ринку
- Олександр Тимошкін — епізод
- Володимир Золотухін — епізод
- Віктор Рибчинський — солдат
- Софія Саркісян — епізод

## Знімальна група
- Режисер — Юрій Єрзінкян
- Сценарист — Еммануїл Мнацаканян
- Оператор — Рудольф Ватінян
- Композитор — Юрій Арутюнян
- Художники — Валентин Подпомогов, Карен Давидов